# Episodi di Hai paura del buio? (settima stagione)
La settima stagione della serie televisiva Hai paura del buio? è composta da 13 episodi, andati in onda in Canada e negli Stati Uniti dal 2 aprile all'11 giugno 2000 su YTV e Nickelodeon e in Italia su RaiUno.
| nº | Titolo originale                     | Titolo italiano | Prima TV originale | Prima TV Italia |
| -- | ------------------------------------ | --------------- | ------------------ | --------------- |
| 1  | The Tale of the Silver Sight: Part 1 |                 | 2 aprile 2000      |                 |
| 2  | The Tale of the Silver Sight: Part 2 |                 | 2 aprile 2000      |                 |
| 3  | The Tale of the Silver Sight: Part 3 |                 | 2 aprile 2000      |                 |
| 4  | The Tale of the Lunar Locusts        |                 | 9 aprile 2000      |                 |
| 5  | The Tale of the Stone Maiden         |                 | 16 aprile 2000     |                 |
| 6  | The Tale of Highway 13               |                 | 23 aprile 2000     |                 |
| 7  | The Tale of the Reanimator           |                 | 30 aprile 2000     |                 |
| 8  | The Tale of the Time Trap            |                 | 7 maggio 2000      |                 |
| 9  | The Tale of the Photo Finish         |                 | 14 maggio 2000     |                 |
| 10 | The Tale of the Last Dance           |                 | 21 maggio 2000     |                 |
| 11 | The Tale of the Laser Maze           |                 | 28 maggio 2000     |                 |
| 12 | The Tale of the Many Faces           |                 | 4 giugno 2000      |                 |
| 13 | The Tale of the Night Nurse          |                 | 11 giugno 2000     |                 |

## The Tale of the Silver Sight: Part 1
- Titolo originale: The Tale of the Silver Sight: Part 1
- Diretto da: Mark Soulard
- Scritto da: D.J. MacHale

## The Tale of the Silver Sight: Part 2
- Titolo originale: The Tale of the Silver Sight: Part 2
- Diretto da: Mark Soulard
- Scritto da: D.J. MacHale

## The Tale of the Silver Sight: Part 3
- Titolo originale: The Tale of the Silver Sight: Part 3
- Diretto da: Mark Soulard
- Scritto da: D.J. MacHale

## The Tale of the Lunar Locusts
- Titolo originale: The Tale of the Lunar Locusts
- Diretto da: Jim Donovan
- Scritto da: Michael Koegel

## The Tale of the Stone Maiden
- Titolo originale: The Tale of the Stone Maiden
- Diretto da: Adam Weissman
- Scritto da: Mark David Perry

## The Tale of Highway 13
- Titolo originale: The Tale of Highway 13
- Diretto da: Jim Donovan
- Scritto da: Ted Elrick

## The Tale of the Reanimator
- Titolo originale: The Tale of the Reanimator
- Diretto da: Adam Weissman
- Scritto da: Kenny Davis

## The Tale of the Time Trap
- Titolo originale: The Tale of the Time Trap
- Diretto da: Jim Donovan
- Scritto da: James Morris

## The Tale of the Photo Finish
- Titolo originale: The Tale of the Photo Finish
- Diretto da: Mark Soulard
- Scritto da: Alan Kingsberg

## The Tale of the Last Dance
- Titolo originale: The Tale of the Last Dance
- Diretto da: Jim Donovan
- Scritto da: Mark David Perry

## The Tale of the Laser Maze
- Titolo originale: The Tale of the Laser Maze
- Diretto da: Mark Soulard
- Scritto da: Peggy Sarlin

## The Tale of the Many Faces
- Titolo originale: The Tale of the Many Faces
- Diretto da: Lorette Leblanc
- Scritto da: Alan Kingsberg

## The Tale of the Night Nurse
- Titolo originale: The Tale of the Night Nurse
- Diretto da: Mark Soulard
- Scritto da: Michael Koegel